# Universidade McGill
A Universidade McGill (McGill University) é uma universidade canadense localizada em Montreal, na província de Quebec, Canadá. É uma das duas universidades na cidade que tem o inglês como principal língua de ensino (a outra é a Universidade Concórdia). A McGill University foi classificada em 1º lugar no Canadá de acordo com o ranking "Maclean's University Ranking". No "QS World University Ranking", McGill ficou em 27º lugar no mundo.

O campus principal está localizado no centro da cidade, no sopé do Parque de Monte Royal e próximo à estação de metrô McGill. Também tem o campus McDonald a oeste da cidade e vários locais de pesquisa nas proximidades da área metropolitana de Montreal. Foi fundada em 1821 com fundos e terras doados pelo empresário local James McGill.[carece de fontes?]
1. ↑  «Maclean's Ranking» (em inglês). 8 de outubro de 2020. Consultado em 26 de abril de 2021
2. ↑  «QS World University Rankings 2022». Top Universities (em inglês). 26 de outubro de 2020. Consultado em 15 de junho de 2021